# Love in Vain
Love in Vain —en español: “Amor en vano”— (originalmente titulada Love in Vain Blues) es una canción de blues escrita por el músico estadounidense Robert Johnson. Él le canta al amor no correspondido, usando a un tren que parte como una metáfora para su pérdida. La interpretación vocal de Johnson sumada a su estilo fingerpicking de guitarra acústica - ha sido descrita como "devastadoramente sombría". Grabó la canción en 1937 durante su última sesión de grabación y en 1939 se publicó como el último de sus discos originales de 78 rpm.
Love in Vain tiene elementos tempranos de Delta blues y durante un tiempo se creyó que esta formaba parte del dominio público. En 1969, los Stones grabaron una interpretación actualizada con un solo de guitarra slide. La popularidad de esta adaptación llevó a una demanda sobre derecho de autor, que fue resuelta en favor de Johnson. Varios artistas reconocidos han grabado la canción.

## Contexto
A finales de la década de 1920, Johnson comenzó a tocar la guitarra junto con una armónica montada en un rack. Una de sus influencias fue Leroy Carr, que con «How Long-How Long Blues» (1928) fue uno de sus primeros favoritos. Johnson utilizó más tarde la melodía de «When the Sun Goes Down» de Carr (1935) como base para «Love in Vain», ambas canciones expresan un anhelo y un dolor por la pérdida de un amante. Johnson también usó algunas letras de «Flying Crow Blues» (1932) por el Shreveport Home Wreckers (un dúo de Oscar "Buddy" Woods y Ed Schaffer) para el verso final de «Love in Vain». Sonny Boy Williamson II grabó una canción con un título similar, «All My Love in Vain», pero con diferentes letras.

## Composición y letra
```
Thomas Ward de 
AllMusic
 describe la canción como "desgarradora y potente procedente de un artista del calibre de Johnson".
[
5
]
 Y añade: "El verso de apertura vale la pena citarlo en su totalidad, es posiblemente las mejores líneas que Johnson alguna vez haya escrito. Nunca ha sido la guitarra de Johnson tan sutil, tanto en el fondo, el éxito de la canción es de la vocación anhelante del artista, y como tal es devastadoramente sombrío".
[
5
]
```

Durante los versos finales, Johnson llama a su amante, Willie Mae. Años más tarde, cuando escuchó «Love in Vain» por primera vez, se emocionó al oír su nombre.

## Lanzamientos
```
En 1939, 
Vocalion Records
 emitió «Love in Vain», con el respaldo de «Preaching Blues», en un disco de 
10 pulgadas
 . Fue lanzado después de la muerte de Johnson y fue el último de sus sencillos originales. Después del lanzamiento del primer álbum recopilatorio de Johnson, 
King of the Delta Blues Singers
 (1961),
[
7
]
 los álbumes bootleg contienen más sencillos de los años 30 de Johnson de los que circulaban.
```

Esta fue la primera aparición de la canción desde su lanzamiento original. Columbia Records respondió con la emisión de King of the Delta Blues Singers, Vol. II (1970), que incluyó una toma alternativa de «Love in Vain». La versión original solo fue finalmente reeditada (junto con la alternativa) por Columbia en el box set The Complete Recordings (1990). Una versión remasterizada de la toma alterna también se incluye en King of the Delta Blues: The Complete Recordings (1996).

## Versión de The Rolling Stones
The Rolling Stones grabaron «Love in Vain» para su álbum Let It Bleed, editado en 1969. El crítico Richie Unterberger lo describe "tan cerca de las raíces del blues acústico como lo han hecho los Stones".
El guitarrista de los Stones, Keith Richards, recordó: "Por un tiempo pensamos que las canciones que estaban en ese primer álbum King of the Delta Blues eran las únicas grabaciones (de Robert Johnson) hechas, y luego de repente alrededor del '67 o del '68 viene esta segunda colección (bootleg) que incluye «Love in Vain». «Love in Vain» era una canción tan hermosa. A Mick y a mi nos encantó, y en ese momento yo estaba trabajando y tocando con Gram Parsons, y empecé a buscar una manera diferente de presentarla, porque si la íbamos a grabar, no tenía sentido copiar el estilo o las maneras de Robert Johnson. Tomamos un poco más de country, un poco más formalizado, y Mick se sintió cómodo con eso".
En la versión original del álbum de los Stones, Let It Bleed, acreditan la canción a Woody Payne. Este era uno de los seudónimos que utilizaba Johnson.
En una entrevista de Jan Wenner de la revista Rolling Stone, Mick Jagger comentó sobre el arreglo de la canción: "Hemos cambiado mucho el arreglo de Robert Johnson. Ponemos acordes adicionales que no están en la versión de Robert Johnson. La hicimos más country. Y esa es otra canción extraña, porque es muy conmovedora. Robert Johnson era un escritor lírico maravilloso, y sus canciones son sobre el amor, pero desolados".
Versiones en vivo aparecen en los álbumes Get Yer Ya-Ya's Out! (1970) y Stripped (1995).

### Personal
Acreditados:
- Mick Jagger: voz, armónica
- Keith Richards: guitarra acústica, guitarra slide
- Bill Wyman: bajo
- Charlie Watts: batería
- Ry Cooder: mandolina

## Demanda por derechos de autor
Las canciones «Love in Vain» y «Stop Breakin' Down Blues» fueron objeto de una demanda relativa a los derechos de autor. En el año 2000, el tribunal sostuvo que las canciones no estaban en el dominio público y que el título legal pertenecía a Robert Johnson y sus sucesores.

## Reconocimiento e influencia
La versión original de Robert Johnson de «Love in Vain» fue incluida en el Salón de la Fama de la Blues Foundation, como parte de las celebraciones del "Centenario de Robert Johnson", en 2011.
Eric Clapton grabó la canción para Me and Mr. Johnson (2004), álbum dedicado a las canciones de Johnson. Clapton citó uno de los versos de Johnson para la canción de Derek and the Dominos «Layla». La cantante de jazz Madeleine Peyroux la adaptó para su álbum Standing on the Rooftop (2011). Una reseña de álbum en The Guardian señaló, "Un punto culminante importante es el eco, la cuenta gótica de «Love in Vain» de Johnson." Walter Trout la grabó para Prisoner of a Dream (1990) y Keb 'Mo' para Slow Down (1998). Todd Rundgren incluyó a la canción en su álbum tributo a Johnson, Todd Rundgren's Johnson (2011).
Love in Vain: A Vision of Robert Johnson es el título de un guion de Alan Greenberg de 2012. En él, explora tanto los hechos conocidos como el mito que rodea a Johnson. Keith Richards comentó: "Finalmente alguien ha capturado la sensación central de este maestro músico y sus tiempos, y ese hombre es Alan Greenberg. Bob Dylan añadió: "Ya era hora."